# Ian Seale
Ian Seale, född 19 september 1954, är en friidrottare från Kanada. Han deltog vid olympiska sommarspelen 1976.